# Cosimo Vincenzo Morleo
Cosimo Vincenzo Morleo (...) è uno scrittore italiano.
Ha intrapreso la ricerca storica negli anni novanta e nel 1993 ha esordito con pubblicazione di Erchie dalle origini ad oggi, alla quale nel 1997 ha fatto seguito Gli eroi ercolani caduti in guerra e La nonna fila e racconta..., pubblicato nel 2005.
Dal 1996 fa parte del Cenacolo poetico Giovanni Pascoli.

## La nonna fila e racconta
Avvenimenti storici, aneddoti, proverbi, giochi, credenze, superstizioni, usanze civili e religiose, leggende, racconti, indovinelli, frasi idiomatiche, scioglilingua, ricette di medicina popolare e di cucina; La nonna è tutto questo, un lavoro di ricerca storica della vita ercolana a partire da un periodo testimoniato  da persone anziane o da ciò che a questa gente è stato tramandato dai loro avi.
È un lavoro di raccolta nato dal desiderio di tramandare ai posteri quelle parole, quel periodare dialettale, quelle vibranti e colorite espressioni, che molti, da tempo, vogliono far scomparire, ma che in realtà, sono ancora vive e vegete in una grande percentuale di ercolani.

## Opere
- Erchie 1848-1970 ISBN 88-87192-39-1
- Gli eroi ercolani caduti in guerra, 1997
- La nonna fila e racconta..., 2005